# Hannogne-Saint-Rémy

Hannogne-Saint-Rémy este o comună în departamentul Ardennes din nordul Franței. În 1 ianuarie 2022 avea o populație de 111 de locuitori.